# Vigtorniella ardabilia
Vigtorniella ardabilia är en ringmaskart som beskrevs av Wiklund, Glover, Johannessen och Dahlgren 2009. Vigtorniella ardabilia ingår i släktet Vigtorniella och familjen Chrysopetalidae. Arten är reproducerande i Sverige. Inga underarter finns listade i Catalogue of Life.